# 康斯坦丁·卡拉西奥多里
康斯坦丁·卡拉西奥多里（德語：Constantin Carathéodory，1873年9月13日—1950年2月2日）是一名希腊数学家，长期居于德国。

## 生平
卡拉西奥多里1873年9月13日生于柏林，1902年到格丁根，在闵科夫斯基指导下于1904年取得博士学位。后在格丁根、波恩、汉诺威、布雷斯劳、柏林等地任教。
1920年被希腊政府召回到士麦那筹建大学。1922年士麦那被土耳其人焚毁，他领导将学校图书馆移至雅典，并在雅典大学任教。1924年应邀到慕尼黑大学接替林德曼任教授。
1950年2月2日卒于慕尼黑。

## 贡献
卡拉西奥多里在数学上有多方面的贡献。他发展了变分法，把光滑曲线的理论推广到有角曲线上，特别提出解曲线场的概念。他重新研究变分法与一阶偏微分方程的关系，并应用于解拉格朗日问题。在函数论方面 ，研究函数值分布论，简化了在单位圆上单连通域的保形变换的主要定理，给出了边界对应的理论。在测度论方面，进行了公理化研究，所提出的测度扩张方法被大学教科书普遍采用。此外，对热力学公理化和狭义相对论也有贡献。